# Funeral Art
Funeral Art war eine von 2006 bis 2018 aktive Funeral-Doom-Band.

## Geschichte
Marco „Lord Marbas“ Cardona initiierte Funeral Art 2006 als Soloprojekt. Der Bandname nimmt direkten Bezug auf das von ihm präferierte Musikgenre Funeral Doom, dabei sei er musikalisch ebenso von Depressive Black Metal beeinflusst. Nachkommend zog er die Sängerin „Witchy Hxryn“ hinzu. Sie schied 2014 aus der Band. Sophie „Lorraine M. Bitia Kosemet“ Villegas stieg zwei Jahre später als Ersatz ein. Cardona löste die Band 2018 endgültig auf. In der Zwischenzeit veröffentlichte er eine Vielzahl an Alben, Split-Veröffentlichungen und EPs in Kooperation mit unterschiedlichen Firmen. Darunter Vibrio Cholerae Records, einem Subunternehmen von Depressive Illusions Records, Satanarsa Records und guatemaltekische Firmen wie The Weeping of Akbul und Black Empires Records.

## Rezeption
Trotz international agierender Kooperationspartner wurden auch Veröffentlichungen die auf dem europäischen und amerikanischen Markt erschienen dort nur wenig rezipiert. Die Resonanz wurde von Cardona als durchgehend positiv beurteilt. Für das Webzine OccultBlackMetal wurden mehrere der Veröffentlichungen besprochen und anhaltend positiv gewertet. Für das Webzine wurden die EP Órenyallo aus dem Jahr 2015, das Album La belleza oculta aus demselben Jahr, die Kompilation aus dem Jahr 2016 Cultus Tenebrarum IX annorum Sowie das Split-Album One Last Howling und das Album Cuivië beide aus dem Jahr 2017, wurden mit je acht von zehn möglichen Punkten beurteilt und Genrefans empfohlen.

## Stil
Der Banddarstellung des Webzines Doom-Metal.com folgend kombiniert die Band musikalische Elemente des Ambient, des Black Metal und des Blackgaze mit einem melodischen Funeral Doom. „Musikalisch ist das Ergebnis oft Nah bei der weicheren Momente von Sadael oder The Howling Void, kann aber auch viel ätherischer und abstrakter sein.“ Ähnlich wird die Musik in den für OccultBlackMetal verfassten Rezensionen meist als eine „Mischung aus Ambient Black Metal und Funeral Doom“ kategorisiert. Lediglich in der Kritik zu dem Split-Album One Last Howling wird die musikalische Mischung als Verbindung von „Dark Ambient und Raw Black Metal“ beschrieben. Die von Funeral Art meist gespielte Variante des Funeral Doom wird so als eine Musik die tief im Dark Ambient verwurzelt ist, Elemente des Depressive Black Metal und Funeral Doom mit einem Sopran-Gesang vermischt, um etwas sehr Originelles zu schaffen. Der Gesang variiert zwischen dem opernhaftem Gesang der Frauenstimme, gelegentlich auch der Männerstimme, einem dem Black Metal entlehntem Schreigesang, Growling und Sprechen. Die Instrumentierung nutzt Akustikgitarren-, Saxophon- und Klavierspuren. Das Schlagzeugspiel ist programmiert und weist gelegentliche Blastbeatpassagen auf. Sofern Lead-Gitarren verwendet werden, „werden sie auf sehr melodische Weise eingebracht.“

## Diskografie
- 2007: Demo (Demo, Selbstverlag, Download; 2016, Hobo Tapes, MC; 2017, Clan Destine Records, MC)
- 2008: Promo (Single, Selbstverlag, Download)
- 2009: Fornication Rites (Split-EP mit Carpatos, The Weeping of Akbul, Download)
- 2010: Arcano (Album, The Weeping of Akbul, Download; 2017, Vibrio Cholerae Records, MC)
- 2010: Salvación (Demo, Selbstverlag, Download; 2017, Vibrio Cholerae Records, MC)
- 2011: Forgotten & Abandoned (Album, Selbstverlag, Download; 2017, Vibrio Cholerae Records, MC)
- 2011: Cold Lonely Night (Split-Album mit Hoarfrost, Selbstverlag, Download)
- 2011: Susurros de una noche (Album, Selbstverlag, CD; 2014, Satanarsa, CD; 2017, Vibrio Cholerae Records, MC)
- 2013: Vita et Mors 6 años (Kompilation, Black Empires Records, Doppel-CD)
- 2013: El reflejo de tu ausencia (Album, The Weeping of Akbul, CD; 2014, Satanarsa, CD; 2017, Vibrio Cholerae Records, MC)
- 2014: Semper Altus (Album, Selbstverlag, CD; 2014, Satanarsa, CD; 2017, Vibrio Cholerae Records, MC)
- 2015: Órenyallo (EP, Selbstverlag, Download; 2017, Vibrio Cholerae Records, MC)
- 2015: La belleza oculta (Album, Weakie Discs, MC; 2016, Scaglie di Rumore, MC; 2016, Satanarsa, CD; 2017, Vibrio Cholerae Records, MC)
- 2016: Cultus Tenebrarum IX annorum (Kompilation, Prison Tatt Records, MC)
- 2017: One Last Howling (Split mit Misanthropic Rituals und Todeswalzer, Selbstverlag, Download; 2018, Testicular Records MC-Box-Set)
- 2017: Cuivië (Album, Selbstverlag, Download; 2017, Vibrio Cholerae Records, MC; 2017, Nebula Forest Productions, CD; 2018, Satanarsa, CD)
- 2018: Cánticos de cultos ancestrales (Split mit Fernom, Selbstverlag, Download; 2018, Alexa Records, MC)
- 2018: El portal (EP, Selbstverlag, Download; 2018, Share Your Pain Records, CD)
- 2019: La Justicia del Pasado (Kompilation, Selbstverlag Download)